# Institut Maks Plank za inteligentne sisteme
Institut Maks Plank za inteligentne sisteme, osnovan 18. marta 2011. godine, (MPI-IS) je jedan od 86 istraživačkih instituta Društva Maks Plank. Sa lokacijama u Štutgartu i Tibingenu, on kombinuje interdisciplinarna istraživanja u rastućoj oblasti inteligentnih sistema. Inteligentni sistemi postaju sve važniji u mnogim oblastima života – kao virtuelni sistemi na Internetu ili kao sajber-fizički sistemi u fizičkom svetu. Sistemi veštačke inteligencije mogu se koristiti u širokom spektru oblasti, na primer u autonomnim vozilima ili za dijagnoziranje i borbu protiv bolesti.

## Istraživački departmani
- Empirijsko zaključivanje (Bernhard Šolkopf), Tibingen
- Haptička inteligencija (Katrin Kučenbeker), Štutgart
- Sistemi opažanja (Mahael J. Blak), Tibingen
- Fizička inteligencija (Metin Siti), Štutgart
- Robotski materijali (Kristof Keplinger), Štutgart
- Društvene osnove računanja (Moric Hardt), Tibingen